# 1950-es magyar asztalitenisz-bajnokság
Az 1950-es magyar asztalitenisz-bajnokság a harmincharmadik magyar bajnokság volt. A bajnokságot április 27. és 30. között rendezték meg Budapesten, a Nemzeti Sportcsarnokban.

## Eredmények
| Versenyszám  | Arany                                                         | Arany | Ezüst                                              | Ezüst | Bronz | Bronz |
| ------------ | ------------------------------------------------------------- | ----- | -------------------------------------------------- | ----- | --- | ----- |
| Férfi egyéni | Kóczián József BSE                                            |       | Sidó Ferenc Központi Lombik                        |       | Soós Ferenc Központi LombikVárkonyi László Postás SE                                                                     |       |
| Női egyéni   | Farkas Gizella Bp. Vörös Meteor                               |       | Király Ilona Bp. Vörös Meteor                      |       | Sági Edit Bp. LokomotívJávorné Kárpáti Rózsi Központi Lombik                                                             |       |
| Férfi páros  | Sidó Ferenc, Soós Ferenc Központi Lombik                      |       | Kóczián József, Csender Jenő BSE                   |       | Szabó József, Pálfi Károly Postás SE, MÉMOSZSzepesi Kálmán, Hámori Tibor Bp. Vörös Meteor                                |       |
| Női páros    | Farkas Gizella, Farkas Anna Bp. Vörös Meteor                  |       | Sági Edit, György Loretta Bp. Lokomotív            |       | Ábrahám, Nagy MakóJávorné Kárpáti Rózsi, Rozgonyi Béláné Központi Lombik                                                 |       |
| Vegyes páros | Sidó Ferenc, Farkas Gizella Központi Lombik, Bp. Vörös Meteor |       | Soós Ferenc, Jávorné Kárpáti Rózsi Központi Lombik |       | Farkas József, Mezei Erzsébet Bp. Vörös Meteor, Pestújhelyi MSCSzepesi Kálmán, Sági Edit Bp. Vörös Meteor, Bp. Lokomotív |       |